# Argentina, Chilón
Argentina är en ort i Mexiko.   Den ligger i kommunen Chilón och delstaten Chiapas, i den sydöstra delen av landet, 800 km öster om huvudstaden Mexico City. Argentina ligger 1 331 meter över havet och antalet invånare är 116.
Terrängen runt Argentina är kuperad åt sydost, men åt nordväst är den bergig. Runt Argentina är det ganska tätbefolkat, med 129 invånare per kvadratkilometer. Närmaste större samhälle är Yajalón, 6,2 km nordost om Argentina. Omgivningarna runt Argentina är en mosaik av jordbruksmark och naturlig växtlighet.